# Sky Sport (Deutschland)

Logo bis September 2020

Sky Sport ist der Name einer Sendergruppe, die im Rahmen des Sport-Pakets von Sky Deutschland zu empfangen ist und ihren Schwerpunkt auf dem Fußballsport hat.

## Geschichte
Die Sendergruppe hat ihren Ursprung im 1993 gestarteten Angebot von Premiere und den Sportsendern auf der DF1-Plattform, die 1996 auf Sendung gingen. Zum Zeitpunkt der Fusion von DF1 und Premiere am 1. Oktober 1999 wurden diese Sender durch Premiere Sport 1 und Premiere Sport 2 ersetzt. Zudem waren bis zu elf weitere Kanäle verfügbar, die nur bei mehreren parallel laufenden Sportveranstaltungen sendeten.
Als Premiere am 4. Juli 2009 zu Sky umfirmiert wurde, wurden die Kanäle umbenannt in Sky Sport 1 bis 13 und Premiere Austria wurde zu Sky Sport Austria. Außerdem startete Sky Sport HD. Dieser sendete ausgewählte Programme in HD. Zwei weitere HD-Sender, Sky Sport HD2 und Sky Sport HD Extra starteten am 13. August 2010 und am 6. August 2011. Am 1. Dezember 2011 startete auch der Sportnachrichten-Sender Sky Sport News, der auch von Beginn an in HD verfügbar war. Ab dem 1. Juli 2013 wurden zudem die Zusatzkanäle Sky Sport HD 3–11 verbreitet, die anfangs nur für Kunden freigeschaltet waren, die Standardpreise für ihre Paketkonstellation zahlten. Seit Mitte Januar 2014 sind diese Programme für alle Sky-Sport-Abonnenten mit HD-Option empfangbar. Zudem wurde Sky Sport HD Extra durch Sky Bundesliga HD 1 ersetzt und die Zusatzkanäle Sky Sport 12–13 abgeschaltet.
Seit 26. August 2016 bündelte Sky sein gesamtes Sportangebot unter der neuen Dachmarke „Sky Sport“ und dem dazugehörigen Claim „Ganz großer Sport“. Am 5. Oktober 2016 startete Sky in Ultra HD und Sky Sport UHD mit ausgewählten Spielen der Fußball UEFA Champions League. Am 16. Februar 2017 übertrug Sky zum ersten Mal die UEFA Europa League in Ultra HD. Weitere Sportarten in Ultra HD, wie z. B. Formel 1 und Golf, folgten.
Ab Sommer 2018 waren erstmals die Spiele der Fußball Champions League nur noch im Pay-TV zu sehen. Sky zeigte 34 Spiele live, der Konkurrent DAZN 104 Spiele.

### Sky Sport Bundesliga
Erstmals am 2. März 1991 übertrug Premiere einmal wöchentlich ein Top-Spiel der deutschen Fußball-Bundesliga live und baute die Berichterstattung im Laufe der Jahre immer weiter aus. Mit Beginn der Saison 2000/01 übertrug Premiere erstmals alle Spiele der Bundesliga live.
Im Dezember 2005 setzte sich das bis dato noch nicht in Erscheinung getretene Tochterunternehmen des Kabelnetzbetreibers Unitymedia arena bei der Ausschreibung der TV-Rechte an der Bundesliga für die Saisons 2006/07 bis 2008/09 durch. Premiere stand damit erstmals seit langer Zeit ohne Liveberichterstattung aus der deutschen Eliteklasse da. arena sah sich jedoch in der Folge technischen, organisatorischen und letztendlich auch finanziellen Problemen gegenüber.  Durch eine Kooperation mit dem bisherigen Rechteinhaber Premiere gelang es, zeitweilig Bundesligafußball wieder live zu übertragen
Im IPTV produzierte Premiere in dieser Rechteperiode das Bundesliga-Angebot der Deutschen Telekom. Auch wenn man de facto unter Ausschluss der Öffentlichkeit sendete, hatte Premiere somit einen Weg gefunden, die umfangreiche und teure Bundesliga-Redaktion aufrechtzuerhalten, was sich nach nur einem Jahr als entscheidend herausstellte.
Nachdem das Bundeskartellamt eine weitergehende, über das Kabelnetz von Kabel Deutschland hinausgehende Kooperation von arena und Premiere abgelehnt hatte, bei der Premiere den Sender arena allen Kunden auf allen Verbreitungswegen hätte anbieten dürfen, sah sich Unitymedia nicht mehr in der Lage, das Projekt arena in dieser Form weiterzubetreiben. Aus diesem Grund übertrug arena – diesmal mit dem Segen des Bundeskartellamts – ab der Saison 2007/08 seine Rechte an der Bundesliga an Premiere, die somit wieder Rechteinhaber der Bundesliga waren. Ab diesem Zeitpunkt produzierte wieder nur Premiere die Bundesliga.
Seit Beginn der Saison 2009/10 ist Sky wieder direkt und exklusiv in Besitz der TV-Rechte über Kabel, Satellit und Web-TV im Internet. Zum gleichen Zeitpunkt wurde ein neuer Spielplan eingeführt, der durch bis zu neun Anstoßzeiten in den beiden Bundesligen die Programmfläche der Bundesliga im Programm von Sky deutlich erhöhte.
Am 17. April 2012 erhielt Sky von der DFL für vier Jahre alle Pay-TV-Rechte für die Bundesliga ab der Saison 2013/14. Dabei bestand man gegen die Deutsche Telekom mit LIGA total!, die bisher die IPTV- und Mobil-Rechte hielt. Dafür zahlte Sky die Rekordsumme von durchschnittlich 485,7 Millionen Euro pro Saison. Seit der Saison 2013/14 sendete Sky zudem alle Spiele der beiden Bundesligen in HD. Am 26. August 2016 wurde dann aus Sky Bundesliga HD zur Sky Sport Bundesliga HD. Am 5. Oktober 2016 starteten Sky in Ultra HD und Sky Sport Bundesliga UHD mit einer Begegnung pro Bundesliga-Spieltag.
In der Saison 2019/20 wurden die Freitags- und Montagsspiele von DAZN übertragen.
Am 19. Februar 2024 wurde bekannt gegeben, dass die Premier League bis mindestens 2028 bei Sky als einzigem Anbieter in Deutschland live übertragen wird.

### Sky Sport Top Event
Sky Sport Top Event ist ein Highlight-Sender, der dem Fan alle sportlichen Höhepunkte des Sky Sport Programms an einem Ort zusammenführt und so hilft, den Überblick zu behalten. Dabei bildet der Sender z. B. Livespiele ab, die gleichzeitig auch auf den neuen und bestehenden Themenkanälen gezeigt werden (z. B. „Sky Sport Bundesliga“ oder „Sky Sport F1“). Dieser Sender soll Kunden die Möglichkeit geben, die beliebtesten Programme kompakt auf einem Sender sehen zu können. Neben den beliebtesten Live-Events des Sky Sport Programms werden auch in Nicht-Live-Zeiten die besten Programme des Sky Sportprogramms auf dem Kanal abgebildet: Shows, Dokumentationen, Magazinen, Archivinhalten, Vor- und Nachberichterstattung.

### Sky Sport F1
Vom Großen Preis von Deutschland 1996 bis zum Großen Preis von Brasilien 2012 kommentierten Jaques Schulz und der Schweizer Rennfahrer Marc Surer gemeinsam 289 Rennwochenenden. Im Februar 2013 gab Schulz seinen Rücktritt bekannt, die Nachfolge übernahm Sascha Roos. 2018 übertrug Sky Deutschland keine Formel-1-Rennen. Seit 2019 zeigt Sky wieder Formel-1-Rennen, seit 2021 exklusiv. Sascha Roos kommentiert weiterhin die Rennen, Marc Surer wurde durch Ralf Schumacher ersetzt. Schumacher wechselte sich bis 2020 mit Nick Heidfeld ab, danach mit Timo Glock und Nico Rosberg. Sandra Baumgartner, die die Interviews durchführt, Peter Hardenacke, der die Vorberichterstattung moderiert, und die Datenanalysten Leo Lackner und Alexander Bodo ergänzen das Team.
Am 17. Februar 2021 wurde der unmittelbar bevorstehende Start von Sky Sport F1 bekannt.

### Sky Sport Premier League
Nach dem erfolgreichen Test eines 24-Stunden Premier League Pop-up Channels rund um den Boxing Day widmet Sky Sport jetzt dauerhaft dem englischen Fußball einen eigenen Kanal. Auf dem linearen 24-Stunden-Kanal erhalten Kunden ein breites Spektrum an Livespielen (Einzelspiele und Konferenzen), Shows, Dokumentationen, Magazinen, Archivinhalten, Vor- und Nachberichterstattung rund um den englischen Fußball.

### Sky Sport Mix
Am 14. Juli 2022 gestartet. Leichtathletik, Fußball, Eishockey und mehr.

### Sky Sport Tennis
Sky Sport Tennis steht für ein 24/7-Angebot mit dem thematischen Schwerpunkt Tennis. Dazu gehören die komplette ATP Tour und das Tennis-Highlight des Jahres, das Grand-Slam Turnier aus Wimbledon. Das Programm umfasst Live-Übertragungen (Einzelspiele und Konferenzen), Shows, Dokumentationen, Magazine, Archivinhalte, Vor- und Nachberichterstattung. Zum Start des neuen Senders wird dabei auch das Angebot zu den ATP 250er Turniere ausgebaut und Sky Sport zeigt somit mehr ATP Tennis als jemals zuvor.

### Sky Sport Golf
Der dedizierte Golf-Kanal wird die Heimat für zahlreiche Golfturnierserien wie z. B. PGA Tour, DP World Tour oder Ladies European Tour. Dazu zählen auch ausgewählte Einzelturniere wie alle vier Herren-Majors, die zwei wichtigsten Damen-Majors, die US Open oder Solheim Cup. Und auch die PGA Tour Champions mit Bernhard Langer und die Korn Ferry Tour bekommt einen festen Programmplatz. Insgesamt bekommen Golf-Fans auf Sky Sport Golf somit noch mehr Live-Golf auf Sky geboten. Abgerundet wird das Programm durch ein breites Spektrum an Golf-Liveevents, Shows, Magazinen, Dokumentationen, Archivinhalten, Vor- und Nachberichterstattung rund um das Thema Golf.

## Sender
Sky-Sport-Sender
- Sky Sport UHD (Auch in der Kanalliste des Sky+ Pro)

| Sky Nr. | Logo | Sendername    | Notiz | Eigentümer      | Sendezeit | Paket | Format         |
| ------- | ---- | ------------- | --- | --------------- | --------- | ----- | -------------- |
| 209     |      | Sky Sport UHD | Ausgewählte Spiele der Premier League, Tennis, Golf und alle Qualifyings und Rennen der Formel 1 in Ultra HD Live. | Sky Deutschland | variabel  | UHD   | 2160p Ultra HD |

| Sky Nr. | Logo | Sendername           | Notiz | Eigentümer                  | Sendezeit  | Paket               | Format     |
| ------- | ---- | -------------------- | --- | --------------------------- | ---------- | ------------------- | ---------- |
| 200     |      | Sky Sport News HD    | Deutschlands und Österreichs einziger 24-Stunden-Live-Sportnachrichtenkanal. | Sky Deutschland             | 24 Stunden | Entertainment Paket | 1080i HDTV |
| 221     |      | Sky Sport 1 HD       | HD-Simulcast von Sky Sport 1 | Sky Deutschland             | 24 Stunden | Sport HD            | 1080i HDTV |
| 222     |      | Sky Sport 2 HD       | HD-Simulcast von Sky Sport 2 | Sky Deutschland             | 24 Stunden | Sport HD            | 1080i HDTV |
| 223     |      | Sky Sport 3 HD       | Feed | Sky Deutschland             | variabel   | Sport HD            | 1080i HDTV |
| 224     |      | Sky Sport 4 HD       | Feed | Sky Deutschland             | variabel   | Sport HD            | 1080i HDTV |
| 225     |      | Sky Sport 5 HD       | Feed | Sky Deutschland             | variabel   | Sport HD            | 1080i HDTV |
| 226     |      | Sky Sport 6 HD       | Feed | Sky Deutschland             | variabel   | Sport HD            | 1080i HDTV |
| 227     |      | Sky Sport 7 HD       | Feed | Sky Deutschland             | variabel   | Sport HD            | 1080i HDTV |
| 228     |      | Sky Sport 8 HD       | Feed | Sky Deutschland             | variabel   | Sport HD            | 1080i HDTV |
| 229     |      | Sky Sport 9 HD       | Feed | Sky Deutschland             | variabel   | Sport HD            | 1080i HDTV |
| 230     |      | Sky Sport 10 HD      | Feed | Sky Deutschland             | variabel   | Sport HD            | 1080i HDTV |
| 231     |      | Sky Sport 11 HD      | Feed | Sky Deutschland             | variabel   | Sport HD            | 1080i HDTV |
| 232     |      | Sky Sport Austria HD | alle Spiele der österreichischen Bundesliga, die Ersten Liga live sowie ausgewählte Top-Spiele der UEFA Champions League und der Basketball-Bundesliga live | Sky Deutschland             | 24 Stunden | Sport HD            | 1080i HDTV |
| 203     |      | Sky Sport F1 HD      | Formel 1, Formel 2, Formel 3, Porsche Supercup | Sky Deutschland             | 24 Stunden | Sport HD            | 1080i HDTV |
| 131     |      | Motorvision TV       | Motorsport, Dokus und Magazine. „Super Cars“, „Truck World“, „Stunt Heroes“, „Tuning – Tiefer geht’s nicht“, „Bike“ oder „Dumbest Stuff on Wheels“. Am Wochenende gibt es Zusammenschnitte bzw. Highlights diverser Rennsportveranstaltungen. Dies wären z.B: „Tourenwagen: Supercars Championship“, „GT World Challenge“, „Nascar Cup Series“ oder „IMSA WeatherTech SportsCar Championship“. | German Car TV Programm GmbH | 24 Stunden | Entertainment Paket | 16:9 SDTV  |

Sky Sport Bundesliga Sender
- Sky Sport Bundesliga UHD (Auch in der Kanalliste des Sky+ Pro)

| Sky Nr. | Logo | Sendername               | Notiz                                                                          | Eigentümer      | Sendezeit | Paket | Format         |
| ------- | ---- | ------------------------ | ------------------------------------------------------------------------------ | --------------- | --------- | ----- | -------------- |
| 210     |      | Sky Sport Bundesliga UHD | Eine Begegnung pro Bundesliga-Spieltag und der 2. Bundesliga Live in Ultra HD. | Sky Deutschland | variabel  | UHD   | 2160p Ultra HD |

| Sky Nr. | Logo | Sendername                   | Notiz | Eigentümer                  | Sendezeit  | Paket                 | Format     |
| ------- | ---- | ---------------------------- | --- | --------------------------- | ---------- | --------------------- | ---------- |
| 211     |      | Sky Sport Bundesliga 1 HD    | 572 Spiele der Bundesliga und der 2. Bundesliga Live | Sky Deutschland             | 24 Stunden | Fußball-Bundesliga HD | 1080i HDTV |
| 212     |      | Sky Sport Bundesliga 2 HD 1  | * Zusätzlicher Optionskanal bei parallelen Live-Spielen der deutschen Fußball-Bundesliga und 2. Bundesliga. | Sky Deutschland             | variabel   | Fußball-Bundesliga HD | 1080i HDTV |
| 213     |      | Sky Sport Bundesliga 3 HD 1  | Feed | Sky Deutschland             | variabel   | Fußball-Bundesliga HD | 1080i HDTV |
| 214     |      | Sky Sport Bundesliga 4 HD 1  | Feed | Sky Deutschland             | variabel   | Fußball-Bundesliga HD | 1080i HDTV |
| 215     |      | Sky Sport Bundesliga 5 HD 1  | Feed | Sky Deutschland             | variabel   | Fußball-Bundesliga HD | 1080i HDTV |
| 216     |      | Sky Sport Bundesliga 6 HD 1  | Feed | Sky Deutschland             | variabel   | Fußball-Bundesliga HD | 1080i HDTV |
| 217     |      | Sky Sport Bundesliga 7 HD 1  | Feed | Sky Deutschland             | variabel   | Fußball-Bundesliga HD | 1080i HDTV |
| 218     |      | Sky Sport Bundesliga 8 HD 1  | Feed | Sky Deutschland             | variabel   | Fußball-Bundesliga HD | 1080i HDTV |
| 219     |      | Sky Sport Bundesliga 9 HD 1  | Feed | Sky Deutschland             | variabel   | Fußball-Bundesliga HD | 1080i HDTV |
| 220     |      | Sky Sport Bundesliga 10 HD 1 | Feed | Sky Deutschland             | variabel   | Fußball-Bundesliga HD | 1080i HDTV |
| 131     |      | Motorvision TV               | Motorsport, Dokus und Magazine. „Super Cars“, „Truck World“, „Stunt Heroes“, „Tuning – Tiefer geht’s nicht“, „Bike“ oder „Dumbest Stuff on Wheels“. Am Wochenende gibt es Zusammenschnitte bzw. Highlights diverser Rennsportveranstaltungen. Dies wären z.B: „Tourenwagen: Supercars Championship“, „GT World Challenge“, „Nascar Cup Series“ oder „IMSA WeatherTech SportsCar Championship“. | German Car TV Programm GmbH | 24 Stunden | Entertainment Paket   | 16:9 SDTV  |

Zubuchoptionen: Trend Sports
- Kann zum Sky Abo hinzugebucht werden
- nur über Satellit!

| Sky Nr. | Logo | Sendername           | Notiz | Eigentümer                                  | Sendezeit   | Paket       | Format     |
| ------- | ---- | -------------------- | --- | ------------------------------------------- | ----------- | ----------- | ---------- |
| 239     |      | DAZN1 HD             | DAZN über SKY mit Fußball aus Nationalverbände und europäischen Top-Ligen wie der Serie A, Ligue 1, LaLiga Santander, UEFA Champions League, US-Sport, Darts, Boxen, Wrestling uvm. | DAZN Group                                  | variabel    | Zubuchung   | 1080i HDTV |
| 240     |      | DAZN2 HD             | Zusätzlicher Optionskanal | DAZN Group                                  | variabel    | Zubuchung   | 1080i HDTV |
| 241     |      | Sportdigital HD      | Live-Fußball aus internationalen Top-Ligen weltweit: Australien, Niederlande, Türkei, Japan, Portugal, Argentinien, Brasilien die Copa Libertadores, MLS uvm. | sportdigital TV Sende- und Produktions GmbH | 24 Stunden  | TrendSports | 1080i HDTV |
| 242     |      | Sportdigital1+ HD    | Fußball, Motorsport, Volleyball-Bundesliga (Frauen), Eishockey, Football, Baseball | sportdigital TV Sende- und Produktions GmbH | 24. Stunden | TrendSports | 1080i HDTV |
| 243     |      | Waidwerk HD          | Mit WAIDWERK erhalten alle Jagd- und Angelinteressierten im deutschsprachigen Raum ihren eigenen Kanal. Neben aktuellem Know-how im Jagd- und Angelbereich, wie die richtige Ausrüstung, die besten Jagd- und Angelreviere sowie die erfolgreichsten Fangmethoden, zeigen die Programme spannende Jagd- und Angelszenen, seltene Tieraufnahmen und eine atemberaubende Natur. | HV Fernsehbetriebs GmbH                     | 24. Stunden | TrendSports | 1080i HDTV |
| 244     |      | ClipMyHorse.TV       | ClipMyHorse.TV ist das weltweit führende Angebot für Live-Übertragungen von Pferdesport & Zucht und Partner verschiedener nationaler Föderationen. | ClipMyHorse.TV Deutschland GmbH             | 24. Stunden | TrendSports | 1080i HDTV |
| 245     |      | Sportdigital Edge HD | Enduro World Series, Road to Moto GP, Street League Skateboarding, Snowboard, BMX-Freestyle Supercross, Kite Masters, und - EDGEsport liefert actionreiche Contests und darüber hinaus coole Magazine & Dokumentationen mit unglaublichen Bildern, die den Zuschauer auch einen Blick hinter die Kulissen werfen lassen.                                                      | sportdigital TV Sende- und Produktions GmbH | 24. Stunden | TrendSports | 1080i HDTV |
| 246     |      | eSports1 HD          | Genieße hochklassige internationale und nationale eSports-Events: Live-Content zu den Titeln LoL, Dota 2, CS:GO, Overwatch, FIFA, Shot Online & Rocket League mit Regelmäßige Magazin-Sendungen, Analysen & Insights von eSports-Experten und viele weitere Specials | sportdigital TV Sende- und Produktions GmbH | 24. Stunden | TrendSports | 1080i HDTV |

## Sky Sport Kompakt über Magenta Sport

Logo von sky Kompakt seit September 2020

Nur für Telekom MagentaTV-Kunden und Mobilfunk- und Festnetzkunden zubuchbar.
Original Sky Konferenzen der Fußball-Bundesliga und UEFA Champions League sowie alle Spiele der DKB Handball-Bundesliga live.
| Tel. Nr. IPTV | Tel. Nr. Sat | Logo | Sendername             | Notiz | Eigentümer      | Sendezeit | Paket         | Format     |
| ------------- | ------------ | ---- | ---------------------- | --- | --------------- | --------- | ------------- | ---------- |
| 321           | 9321         |      | Sky Sport Kompakt 1 HD | Feed Original Sky Konferenzen der Fußball-Bundesliga und UEFA Champions League sowie alle Spiele der DKB Handball-Bundesliga live. | Sky Deutschland | variabel  | Magenta Sport | 1080i HDTV |
| 322           | 9322         |      | Sky Sport Kompakt 2 HD | Feed | Sky Deutschland | variabel  | Magenta Sport | 1080i HDTV |
| 323           | 9323         |      | Sky Sport Kompakt 3 HD | Feed | Sky Deutschland | variabel  | Magenta Sport | 1080i HDTV |
| 324           | 9324         |      | Sky Sport Kompakt 4 HD | Feed | Sky Deutschland | variabel  | Magenta Sport | 1080i HDTV |
| 325           | 9325         |      | Sky Sport Kompakt 5 HD | Feed | Sky Deutschland | variabel  | Magenta Sport | 1080i HDTV |

## Sport-Programm
Fußball
- Samstag, Dienstag/Mittwoch (englische Woche) der Fußball-Bundesliga
- Alle Spiele der 2. Fußball-Bundesliga
- DFL-Supercup
- DFB-Pokal
- Premier League
- Admiral Fußball-Bundesliga (Österreich: Sky Sport Austria)
- 2. Liga (Österreich: Sky Sport Austria)
- UEFA Champions League (Nur in Österreich: Sky Sport Austria)
- UEFA Europa Conference League
- UEFA Europa League
- FA Women’s Super League
- DFB-Pokal (Frauen)

Tennis
- Wimbledon Championships
- ATP Tour

Handball
- Liqui Moly Handball-Bundesliga
- 2. Handball-Bundesliga
- DHB-Pokal
- Pixum Super Cup

Golf
- PGA Tour
- PGA Championship
- The Open Championship
- US Masters
- Ryder Cup
- European Tour
- PGA Tour Champions PPV: 78th Senior PGA Championship

Leichtathletik
- Wander Diamond League

Eishockey
- NHL (National Hockey League)
- bet-at-home ICE Hockey League (International Central European Hockey League) (Österreich: Sky Sport Austria)
- Swiss League

Basketball
- Basketball-Superliga (Österreich: Sky Sport Austria)

Springreiten
- Rolex Grand Slam

Wellenreiten
- World Surf League

Wrestling
- All Elite Wrestling

Sport Shows
- Sky90 – die Unibet Fußballdebatte
- Meine Geschichte – das Leben von…
- #GameCHANGERINNEN – Frauensport Magazin
- Alle Spiele Alle Tore Frauen-Bundesliga Spielberichte
- Bundesliga Weekly Magazin
- scooore! Das internationale Fußballmagazin Spielberichte
- Alle Spiele Alle Tore 3. Liga Spielberichte
- KönigFußball Quiz
- Warm Up – das Motorsport Magazin
- Eine Liga für sich - Buschis Sechserkette
- Sky Sport News HD - Die 2. Bundesliga

## Infos
- Sky Sport News HD startet am 1. Dezember
- Sky Sport HD 2 startet am 13. August
- Sky Sport HD Extra startet am 6. August